# Santa Maria del Rovo
Santa Maria del Rovo is een plaats (frazione) in de Italiaanse gemeente Cava de' Tirreni.